# Nur nicht locker lassen
Nur nicht locker lassen ist eine US-amerikanische Stummfilmkomödie aus dem Jahr 1925 von Robert Z. Leonard mit Norma Shearer und Lew Cody in den Hauptrollen. Der Film wurde von Metro-Goldwyn-Mayer produziert.

## Handlung
Die temperamentvolle junge Criquette verliebt sich in den Pariser Dandy Philippe Levaux. Als sie herausfindet, dass er eine Affäre mit Madame Girard, ihrer Stiefmutter, hat, nutzt sie diese Information, um ihn dazu zu bringen, sie zu heiraten. Philippe zögert, ist aber bald von ihrem Charme gefesselt. 
Lola, eine ehemalige Geliebte des Bräutigams, betrinkt sich und schläft in seinem Bett ein. Gaston, sein Diener, versucht, die Frau hinauszuwerfen und den Ehemann heimlich über die peinliche Situation zu informieren. Aber Philippe ist so überzeugt von seiner Liebe zu Criquette, dass er Lola ihre Indiskretion verzeiht.

## Hintergrund
Gedreht wurde der Film bis Ende Dezember 1926.
Cedric Gibbons und A. Arnold Gillespie oblag die künstlerische Leitung. Erich Pommer arbeitete als Produktionsleiter.
Die Premiere des Films fand am 19. Februar 1927 statt.
Da keine Kopien der sechs Filmrollen existieren, gilt der Film als verschollen.